# Fährhafen Sassnitz
Der Fährhafen Sassnitz ist ein deutscher Seehafen an der Ostsee im Ortsteil Mukran der Stadt Sassnitz. Er liegt an der Prorer Wiek im Osten der Insel Rügen. Der Hafen wurde im Oktober 1986 als Fährhafen Mukran für die Fährverbindung Mukran–Klaipėda in Betrieb genommen. Am 7. Januar 1998 fand die Umfirmierung und der Umbau als damalig größter deutscher Eisenbahnfährhafen an der Ostsee unter dem Namen Fährhafen Sassnitz statt. Betreiber ist die Fährhafen Sassnitz GmbH, die zu 10 % dem Land Mecklenburg-Vorpommern und zu 90 % der Stadt Sassnitz gehört. Der Hafen gilt als der östlichste Tiefwasserhafen Deutschlands.
Seit Mai 2016 agiert die Fährhafen Sassnitz GmbH als Betreiber des Hafens unter der Marke Mukran Port.

## Allgemeines

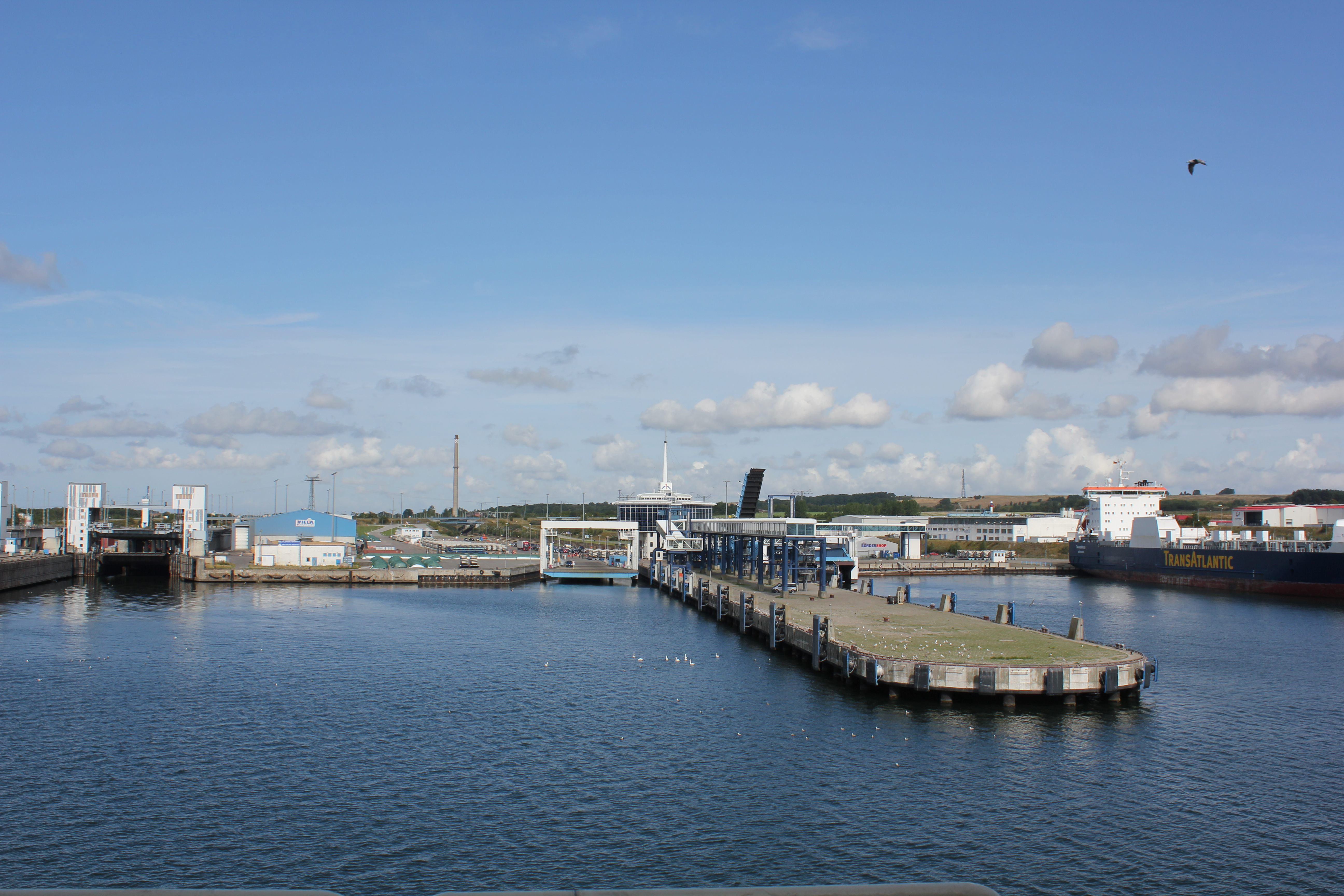
Anlegestelle von der Seeseite

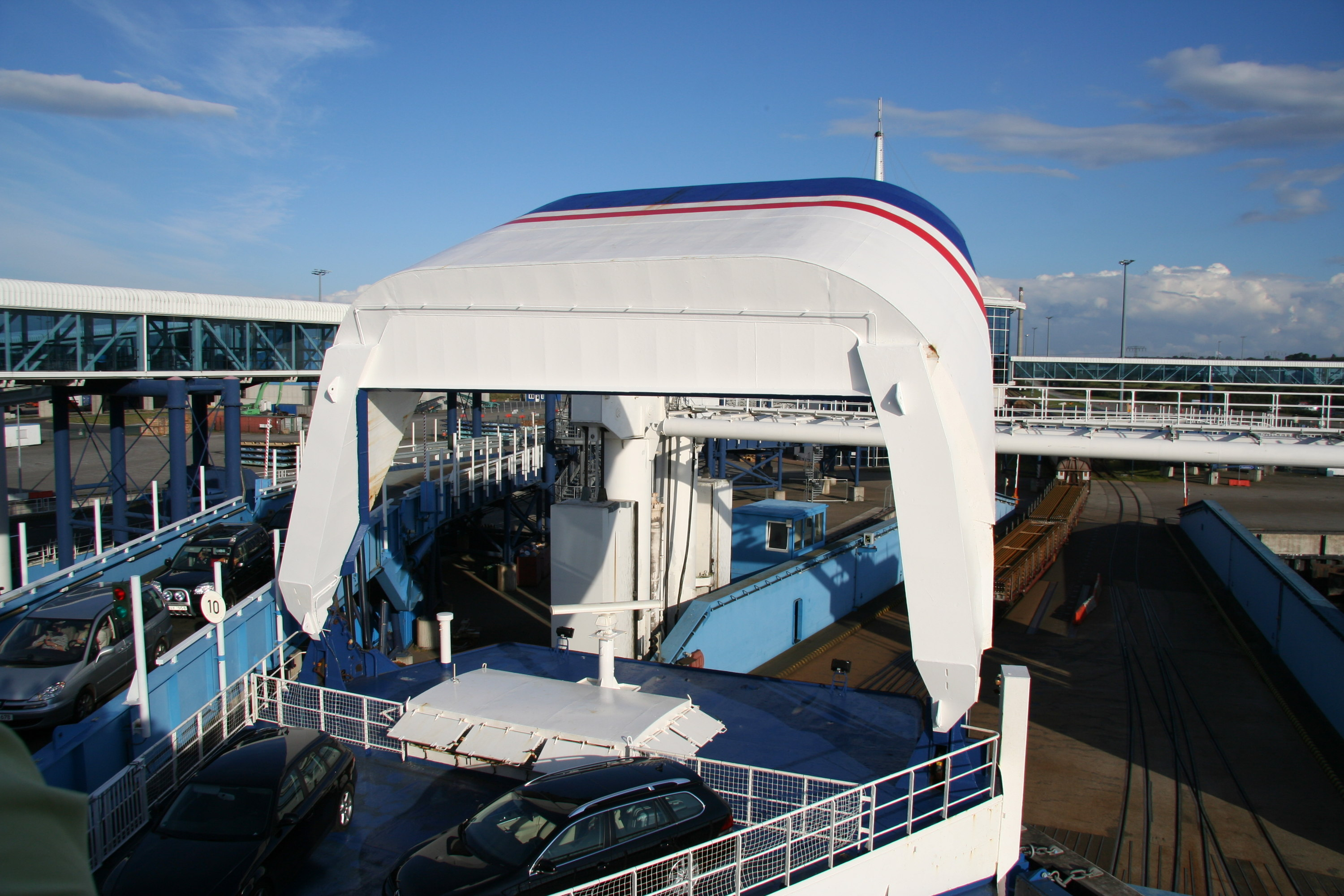
Beladung einer Fähre der Königslinie in Sassnitz

Von Sassnitz gibt es Fährlinien nach Schweden und Dänemark (Bornholm). Der Hafen wird von der Fährhafen Sassnitz GmbH mit Sitz in Neu Mukran betrieben.
Auf dem Gelände des Fährhafens Sassnitz wurde von 2013 bis Anfang 2015 für 9,8 Millionen Euro ein rund 23 Hektar großes Gewerbegebiet zur Neuansiedlung erschlossen. Dazu wurden auch Fördermittel der EU zur Verbesserung der regionalen Wirtschaftsstruktur in Höhe von 5,5 Mio. Euro genutzt.
Für die Erweiterung der über 1200 Kilometer langen zweisträngigen Gas-Pipeline Nord Stream durch die Ostsee von Russland nach Deutschland wurden seit 2018 zwei weitere Stränge (Nord Stream 2) gelegt. Dazu wurden bereits ab Oktober 2016 Stahlrohre aus dem Ruhrgebiet mit der Eisenbahn angeliefert und im Hafen gelagert. Innerhalb von zwei Jahren wurden 612 Züge mit je knapp 150 Stahlrohren in Mukran entladen. Diese wurden hier ab Sommer 2017 von der Wasco Coatings Europe mit Beton ummantelt. Dazu wurde das bereits für die Fertigstellung der Rohre der ersten beiden Stränge der Nord-Stream-Pipeline errichtete Werk des französischen Pipelinebauers Eupec genutzt.

## Eisenbahnfährhafen
Der Fährhafen Sassnitz verfügt als einziger Hafen in Mitteleuropa über Gleisanlagen der russischen Breitspur. Zur Abfertigung der Eisenbahnfähren gibt es drei Anleger. Zwei davon sind doppelstöckig und in russischer Breitspur ausgeführt.
Die Bedeutung der Eisenbahnverladung ging in den letzten Jahren immer mehr zurück. In den 2000er Jahren wurden hier noch zwischen 60.000 und 70.000 Wagen pro Jahr mit den Eisenbahnfähren trajektiert, wobei der Hauptanteil von bzw. nach Schweden kam bzw. ging. Im Jahr 2015 waren es nur noch 1500 Wagen.

## Eisenbahnanlagen

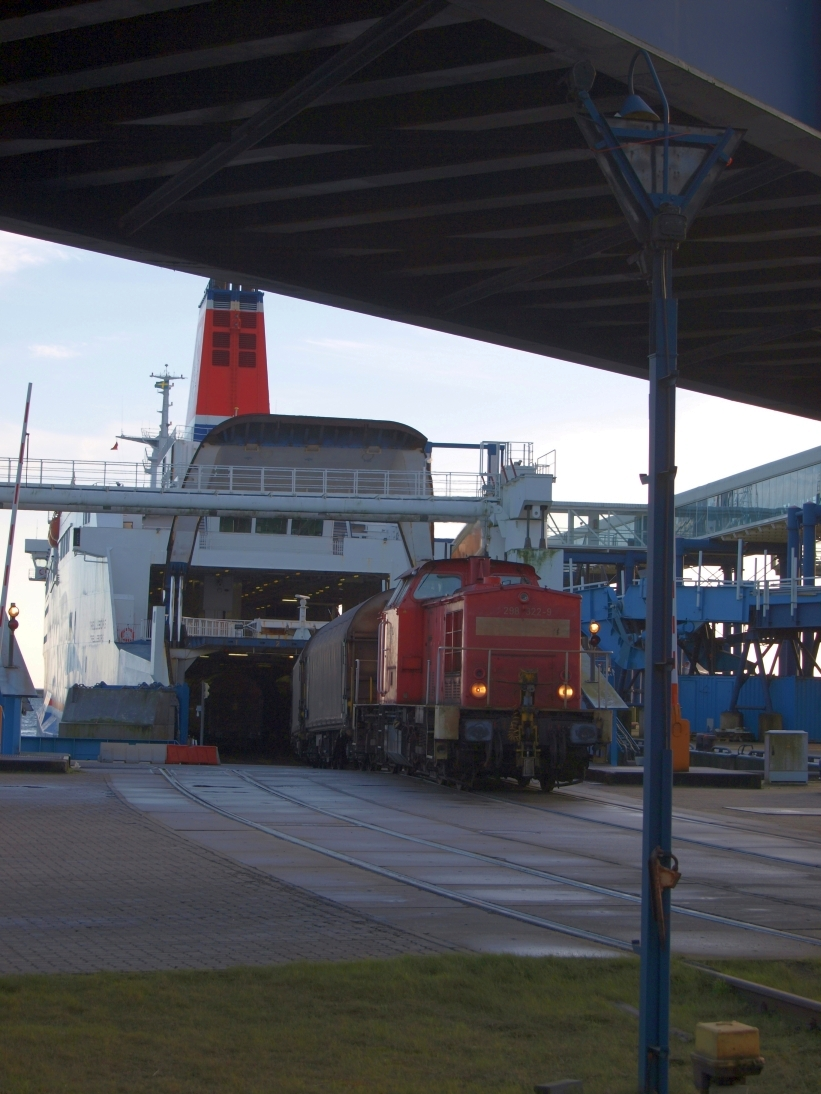
Bahnverladung 2014

Das 340 Hektar große Areal hat direkten Anschluss an die Bahnstrecke Stralsund–Sassnitz. Es ist in einen Normalspurteil mit 48 Kilometern Gleislänge und einen Breitspurteil mit 24 Kilometern Gleislänge unterteilt. Hier besteht die Möglichkeit zum Umschlag von Eisenbahnwagen mit der in Finnland, Russland und den baltischen Ländern verwendeten Breitspur mit 1520 Millimetern Spurweite. Das Breitspur-Areal bietet mehrere Optionen zum Umladen der Güter. Neben fünf Umladehallen, Krananlagen, einer Umpumpanlage für flüssige Güter und einer Gefahrgutrampe ist die Umspuranlage von Breit- auf Normalspur und umgekehrt die zentrale Schnittstelle. Hier werden die Güterwagen angehoben und die Drehgestelle gegen solche der jeweils anderen Spurbreite ausgetauscht. Für die Rangieraufgaben wird eine Breitspurvariante der DR-Baureihe V 60 mit SA-3-kompatiblen Mittelpufferkupplungen Bauart INTERMAT eingesetzt. Die Umlade- und Umachsanlagen sind direkt mit den beiden doppelstöckigen Breitspur-Fähranlegern verbunden. Die Fähranleger sind jeweils fünfgleisig, um die Be- und Entladezeit kurz zu halten.
Die Be- und Entladung der Schiffe erfolgt aus Stabilitätsgründen gleichzeitig und mit möglichst gleicher Wagenanzahl auf zwei Gleisen. Bei der Entladung werden zuerst auf dem Oberdeck die beiden mittleren Gleise, dann die beiden Außengleise und zuletzt das Mittelgleis abgezogen, anschließend geschieht dies auf dem Hauptdeck in gleicher Reihenfolge. Die Beladung erfolgt in umgekehrter Reihenfolge.

## Andere Hafenanlagen

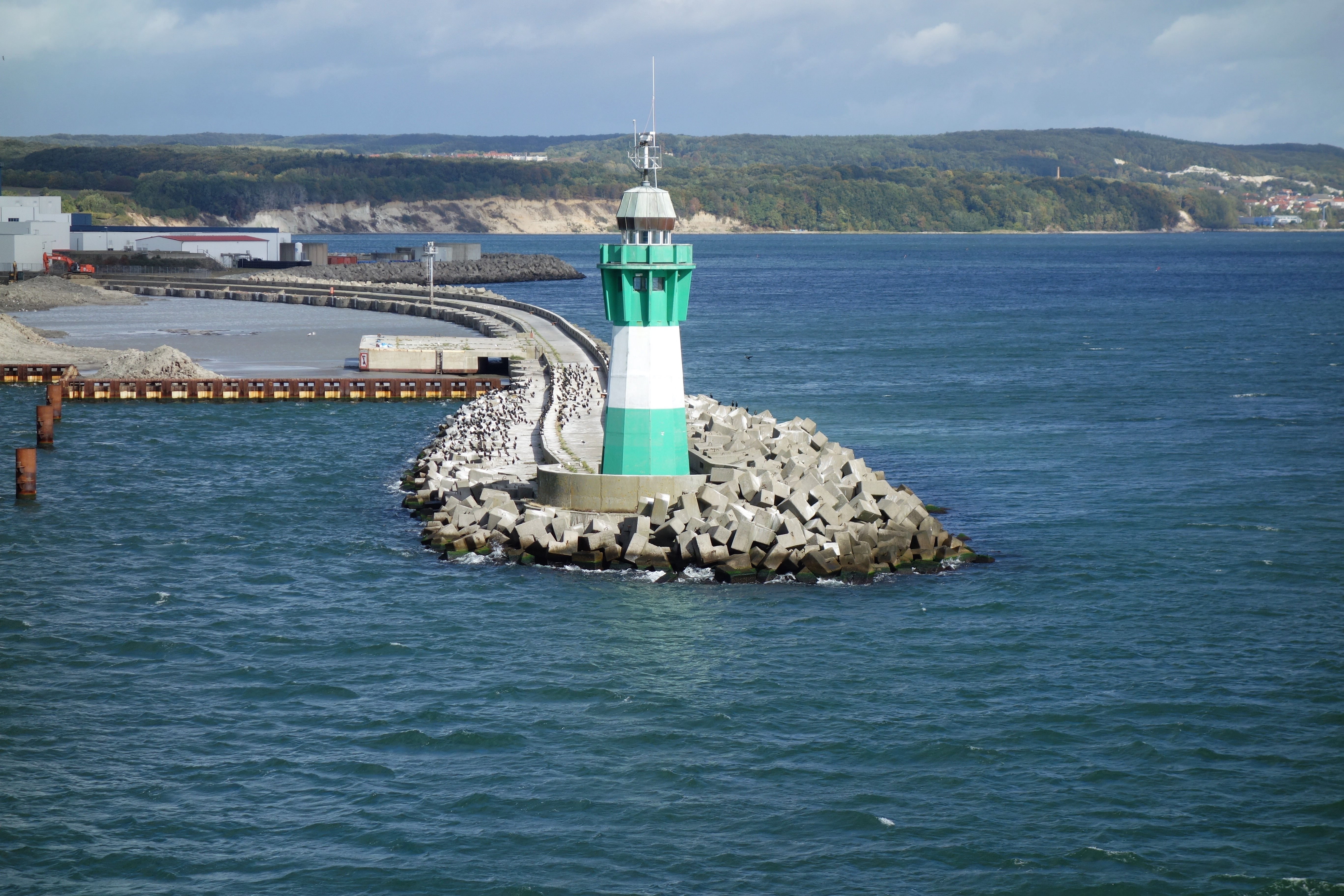
Molenfeuer Mukran, dahinter der Bau weiterer Liegeplätze an der Hafenmole

Insgesamt verfügt der Hafen Mukran Port über 19 Liegeplätze für Schiffe mit bis zu 365 Metern Länge und 9,5 Metern Tiefgang; drei weitere Liegeplätze sind 2019 an der Innenseite der Nordmole in Bau. Neben den Eisenbahnfähren können RoRo-Fähren, Stück- und Schüttgutschiffe sowie Kreuzfahrtschiffe abgefertigt werden. Im östlichen Teil des Hafens befindet sich eine Kaianlage direkt an einer Fischverarbeitungsanlage.
Für den Schwerlastumschlag, insbesondere für die Offshore-Industrie, wurde 2013/2014 für 24 Mio. Euro eine Fläche von sechs Hektar aufgeschüttet. Der hier befindliche Liegeplatz 3a wurde speziell für die Verladung von Schwergut und Windenergieanlagen für Offshore-Windparks angelegt, damit hier Errichterschiffe Ladung aufnehmen können. 2016/2017 wurde im östlichen Bereich der Liegeplatz 10 für die Schwergutverladung (Offshore-Industrie) ausgebaut. Im August 2016 wurde eine Schüttgut-Entladestelle für den Getreideumschlag in Betrieb genommen. Auf der Innenseite der östlichen Hafenmole wurden 2018–2020 weitere Liegeplätze angelegt.
Seit September 2023 gibt es Planungen für das LNG-Terminal Lubmin. Im Hafen Mukran sollen zwei LNG-Speicher- und Verdampfungs-Schiffe (FSRU) Flüssigerdgas von Flüssiggastankern aufnehmen und in das Gasnetz einspeisen. Im April 2024 wurde die Genehmigung nach dem Bundes-Immissionsschutzgesetz für den Bau und Betrieb des LNG-Terminals erteilt.

## Landseitige Verkehrsanbindung
Eisenbahnseitig besteht mit der Bahnstrecke Stralsund–Sassnitz der Anschluss über die Ziegelgrabenbrücke nach Stralsund und somit Verbindung über die Bahnstrecke Stralsund–Rostock nach Rostock und über die Berliner Nordbahn oder die Bahnstrecke Angermünde–Stralsund und die Bahnstrecke Berlin-Stettin nach Berlin. Seit dem 21. Mai 2022 ist der Fährhafen mit der Regional-Express-Linie 27 auch wieder an den Schienenpersonennahverkehr angebunden. Die Nutzung des Zuges ist jedoch nur mit Fährticket möglich.
| Linie | Fahrtverlauf                        | Takt                         |
| ----- | ----------------------------------- | ---------------------------- |
| RE 27 | Bergen auf Rügen - Fährhafen Mukran | 2 Zugpaare Samstags/Sonntags |

Straßenseitig ist der Hafen an die B 96b (E 22), mit der B 96 (E 22 und E 251) über die Rügenbrücke mit Stralsund und über eine Kraftfahrstraße mit der A 20 verbunden.
Mit Bussen des ÖPNV ist der Fährhafen vom Bahnhof Sassnitz mit den Linien 18 (direkt) oder der Linie 22 (auch aus Richtung Binz, ca. 20 min. Fußweg von der Haltestelle „Dubnitz“) der Verkehrsgesellschaft Vorpommern-Rügen (VVR) erreichbar.

## Geschichte
Bereits ab 1909 wurde der Sassnitzer Stadthafen als Eisenbahnfährhafen für die Königslinie nach Trelleborg (Schweden) genutzt. Ab 1963 gab es Planungen für eine Fährverbindung zwischen der DDR und der Sowjetunion. Startpunkt der Fähren auf DDR-Seite sollte der Hafen Mövenort an der Nordküste der Insel Rügen sein. Diese Planungen wurden verworfen; neue Planungen für den Bau einer Fährverbindung begannen im Jahr 1977. Ab 1982 wurde der Fährhafen in Mukran als eines der letzten großen Verkehrsbauprojekte in der DDR für zwei Milliarden DDR-Mark gebaut. Es sollte insbesondere eine leistungsfähige Fährverbindung für den Güterverkehr mit dem damals zur Sowjetunion gehörenden litauischen Klaipėda (Memel) schaffen, um für den Transport von Gütern aus der DDR in die Sowjetunion den langwierigen und durch Transitgebühren kostspieligen Landweg zu umgehen, der zudem durch die damalige politische Lage in Polen unsicher geworden war. Am Hafenausbau waren auch zahlreiche Bausoldaten der NVA beteiligt.
Der Fährbetrieb auf der Verbindung von Mukran nach Klaipėda begann im Oktober 1986 und wurde bis 1989 auf einen Liniendienst mit fünf (von sechs ursprünglich geplanten) Eisenbahnfähren ausgeweitet. Bis zum Ende der DDR war das Gelände gegenüber der Umgebung abgesperrt und nicht allgemein zugänglich. In den frühen 1990er Jahren bis Juli 1994 wurde ein Großteil der in der DDR stationierten sowjetischen Streitkräfte über Mukran heimtransportiert. Die Grundlagen hierzu wurden im Rahmen der Wiedervereinigung Deutschlands im Aufenthalts- und Abzugsvertrag geregelt. Ein im Jahr 2009 durch die Initiative Denk-MAL-Prora unter Denkmalschutz gestellter Wachturm erinnert an die ehemalige Grenzübergangsstelle. Vielfache Bemühungen um die denkmalpflegerische Unterschutzstellung einer der letzten intakten DDR-typischen Versorgungseinrichtungen für die Soldaten und später auch die zivilen Baukräfte des Hafens – der „Versorger Mukran“ – scheiterten. Das bis 2013 als Gaststätte genutzte Gebäude wurde im Jahr 2016 entkernt. Dabei wurde u. a. auch ein von Uta Wulsten entworfener großer künstlerisch anspruchsvoller Raumteiler entsorgt.
Nach 1990 bekam der bis dahin ausschließlich für den Güter- und Militärverkehr mit der Sowjetunion genutzte Hafen in Mukran zusätzliche Aufgaben. Wegen der Kapazitätsgrenzen im Sassnitzer Stadthafen wurde ab 1995 ein neues Fährterminal gebaut sowie an den vorhandenen Anlegern umfangreiche Umbau- und Erweiterungsarbeiten durchgeführt, um den damals zunehmenden Personenverkehr nach Skandinavien aufzunehmen. Nach zweijährigem Ausbau wurde am 7. Januar 1998 der größte deutsche Eisenbahnfährhafen an der Ostsee unter dem Namen „Fährhafen Sassnitz“ eröffnet. Ab diesem Tag verkehrte die Königslinie nicht mehr vom alten Stadthafen Sassnitz, sondern vom Fährhafen Sassnitz, wie sich der Hafen Mukran nun nannte aus.
Die den Hafen betreibende „Fährhafen Sassenitz GmbH“ ist neu gegründet worden und gehört zu 10 % dem Land Mecklenburg-Vorpommern und zu 90 % der Stadt Sassnitz.
Ab 2001 betrieb die Reederei DFDS Seaways die Eisenbahnfährlinie nach Klaipėda in Litauen. Aufgrund des kontinuierlich zurückgegangenen Trajektverkehrs von Eisenbahnwagen wurde diese jedoch in den letzten Jahren unwirtschaftlich und deswegen Ende September 2013 eingestellt.
Anfang 2011 übernahm die Fährhafen Sassnitz GmbH insgesamt 22 Kilometer Breitspurgleise von DB Netz und hat die Hafenbahn Baltic Port Rail Mukran als Tochterunternehmen gegründet. Der Umschlag der Eisenbahngüter (Stück- und Schwergut) im Breitspurverkehr wurde Anfang 2011 von der damaligen DB Schenker Rail (heute DB Cargo) durch die Hamburger Buss Group übernommen, die zu diesem Zweck das Tochterunternehmen Buss Rail Terminal Sassnitz GmbH gegründet hat, das zum Geschäftsfeld Buss Ports gehört. Am 26. Juli 2013 hat DB Netz aus betriebswirtschaftlichen Gründen den etwa fünf Kilometer langen Streckenabschnitt vom Abzweig Borchtitz zum neuen Fährhafen Sassnitz sowie die gesamten normalspurigen Bahnhofsanlagen zur Übernahme durch andere Eisenbahninfrastrukturunternehmen ausgeschrieben. Auch den rund 130 Hektar großen Normalspurbereich mit 48 Kilometer Gleislänge der DB Netz möchte die DB AG verkaufen; im Mai 2016 liefen Verhandlungen mit dem Hafenbetreiber.
Ab Juni 2012 gab es eine regelmäßige Fährlinie zwischen Sassnitz-Mukran und Ust-Luga (über Baltijsk), auf der auch Eisenbahnwagen russischer Breitspur trajektiert wurden. Diese Linie wurde im Juli 2014 um die Zielorte Klaipėda und Kopenhagen erweitert.
Ab Juni 2014 wurden nur noch sporadisch Eisenbahnfahrzeuge von und nach Schweden trajektiert, da Stena Line den Güterverkehr nach Rostock verlagert hatte und der Personenverkehr (Nachtzug Berlin–Malmö) nur noch saisonal betrieben wurde.
Die umfangreichen Gleisanlagen in Mukran werden vom Stillstandsmanagement der DB AG zum Abstellen von alten und nicht mehr benötigten Reisezugwagen, Elektrolokomotiven und Diesel-ICEs genutzt.
Anfang 2020 wurde mit dem Containerschiff SVS Vega als Teil der Neuen Seidenstraße der Fährverkehr zwischen Russland (Baltijsk) und dem Mukran Port unter dem Namen Baltic Sea Bridge von der Mukran Port Terminals GmbH und Co. KG eingerichtet, der auch den Shortsea-Verkehr für den nahen Ostseeraum durchführen kann. Weitere Partner der Unternehmung sind die Bahn Operator GmbH, die Reederei BREB, die Eisenbahngesellschaft Potsdam (EGP) sowie das russisch-kasachisch-belarussische Eisenbahnunternehmen UTLC ERA (United Transport und Logistik Company - Eurasian Rail Alliance) mit Sitz in Moskau.
Anfang August 2020 wurden der Fährhafen Sassnitz GmbH von den republikanischen Senatoren Ted Cruz, Tom Cotton und Ron Johnson der USA für den Fall der weiteren Beteiligung an der Fertigstellung der Pipeline Nord Stream 2 erhebliche wirtschaftliche und rechtliche Sanktionen angedroht, die den Hafen von den USA „kommerziell und finanziell abschneiden“ würden.
Im Sommer 2025 begannen Arbeiten zum Hafenausbau, die Zufahrt und das Hafenbecken sollen auf fast 15 Meter vertieft werden, um die Einfahrt für Schiffe mit mehr als 12 Metern Tiefgang zu ermöglichen.

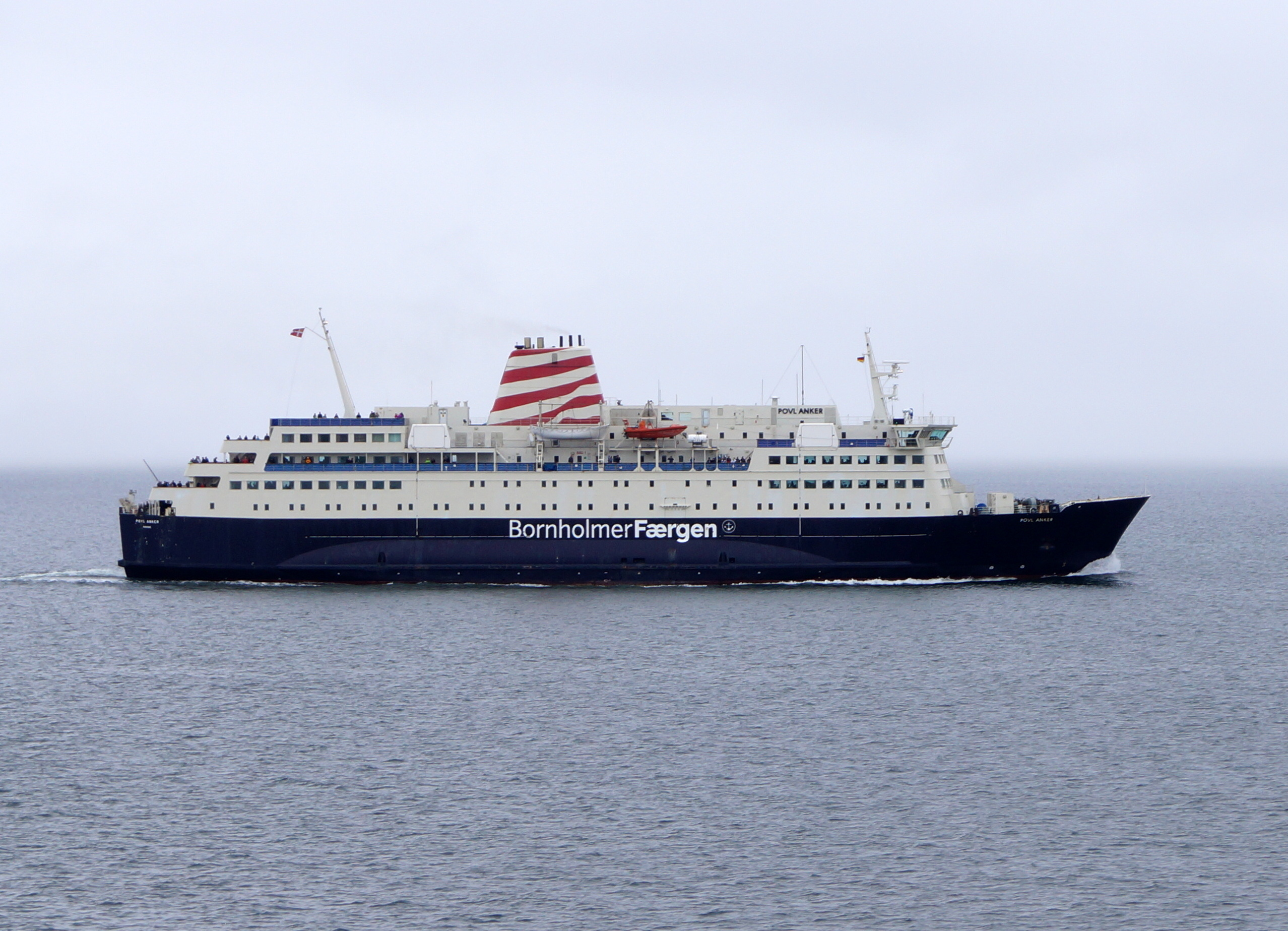
Fährschiff Povl Anker für den Bornholm-Verkehr

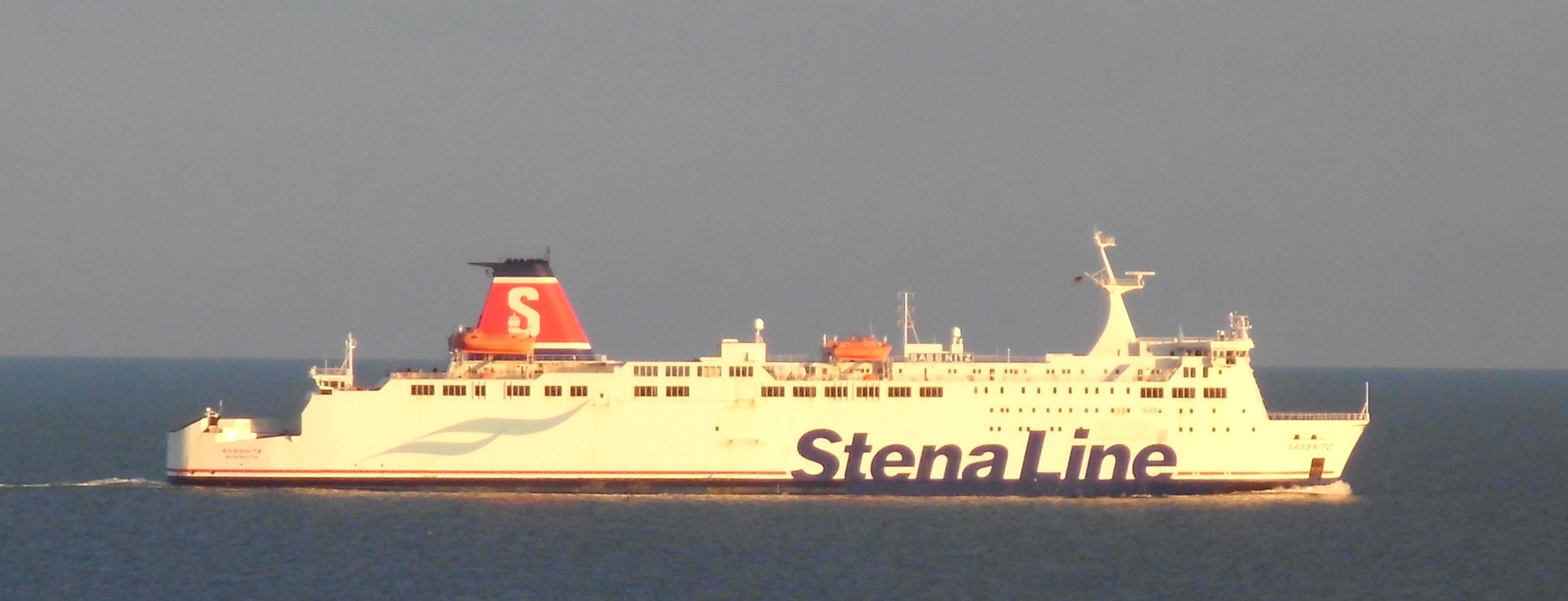
Bis März 2020 von der Stena Line eingesetztes Fährschiff Sassnitz

## Linienverkehr

### Aktuelle Linien
Vom Fährhafen Sassnitz aus gibt es folgende Fährverbindung:
- nach Rønne (Insel Bornholm, Dänemark): im Sommer mehrtägig pro Woche, Fährschiffe Hammershus und Povl Anker der Reederei Bornholmslinjen.[31]

### Frühere Linien
- nach Baltijsk: Container-Shortsea-Fährverbindung als „Baltic Sea Bridge“ im Rahmen der „Neuen Seidenstraße“[32] (kein Fährverkehr seit 2020)
- nach Trelleborg (Schweden) (2023–2024) mit dem Katamaran Skane Jet der FRS GmbH & Co. KG
- Königslinie Sassnitz–Trelleborg (1909–2020)
- Fährverbindung Mukran–Klaipėda (1986–2016), auch nach Baltijsk und Ust-Luga
- nach Paldiski/Tallinn (Estland): Frachtfähre der Reederei Tallink, täglich vom 17. März bis zum 19. April 2020; eingerichtet als direkte Verbindung zwischen Deutschland und den baltischen Staaten wegen der Probleme an den polnischen Grenzen wegen der COVID-19-Pandemie[33] mit den Fährschiffen Romantika[34] und Star
- nach Ystad (Schweden): 2020 bis 2022 mit dem Katamaran Skane Jet der FRS Baltic